# شیخ اعرابی
شیخ اعرابی (انگلیسی: The Shriek of Araby) یک فیلم صامت کمدی آمریکایی است که در سال ۱۹۲۳ منتشر شد.

## بازیگران
- بن ترپین
- کاترین مک‌گوار
- ری گری
- جورج کوپر
- چارلز استیونسون
- کیوپی مورگان
- دیک ساترلند
- تاینی وارد
- تاینی وارد